# 가운데땅 관련 문서 목록
이 문서는 J. R. R. 톨킨이 만든 가상의 세계인 가운데땅에 나오는 고유명사의 목록이다.

## 인물

### 실마릴리온에 등장하는 인물(주로제2시대까지)
일루바타르
- 에루 : 일루바타르. 모든 것들의 아버지.

발라
- 아라타르 : 아르다의 높은 자. 만웨, 바르다, 울모, 야반나, 아울레, 만도스, 니엔나, 오로메가 포함됨.

왕
- 만웨 : 발라들중의 최강자. 멜코르와 쌍벽을 이루지만, 그 힘을 직접드러내는 부분은 없다.
- 울모 : 물의 군주. 요정의 앞날을 가장 걱정하였다.
- 아울레 : 대장장이와 장인. 아르다에 존재하는 모든 물질을 주관한다.
- 만도스 : 진짜 이름은 나모. 만도스의 궁정에는 육체를 유실당한 엘프와 인간들이 오게되며, 인간들은 다시 떠난다. 만웨와 만도스만이 운명을 알고있다.
- 로리엔 : 진짜 이름은 이르모. 꿈과 계시의 주재자이고 발라들의 땅에 있는 그의 정원은 매우 아름다우며 많은 영이 여기서 머문다.
- 툴카스 : 용맹한 자. 발라들 중 가장 힘이 쎄다. 모르고스와 싸우는 발라를 돕기 위해 파견됨.
- 오로메 : 숲의 군주. 말과 사냥개를 좋아하는 막강한 힘의 소유자.

여왕
- 바르다. 별들의 여왕. 만웨의 배우자로 매우 거룩하다고 불리며 요정들이 가장 찬양하는 발라. '엘레베스'라는 이름으로 칭송된다.
- 야반나 : 열매를 주는 이. 아울레의 배우자이며 땅에서 자라는 모든 것을 사랑한다.
- 바이레 : 베짜는 이. 시간속에 벌어진 모든 일들을 이야기의 피륙으로 짠다. 세월이 흐를 수록 만도스의 궁정을 그녀의 피륙으로 뒤덮게 된다.
- 에스테 : 상처와 피로의 치유자. 로리엔의 배우자이며 휴식을 선물하며 발라들의 휴식처이기도 하다.
- 니엔나 : 슬픔을 벗삼으며 아르다의 모든 상처를 애도한다. 그녀의 노래는 매우 슬프며 아름답다.
- 넷사 : 경쾌하고 빠르며 춤추기를 좋아한다. 사슴을 사랑한다.
- 바나로 : 영원한 젊음. 오로메의 배우자이며 그녀가 지나가면 꽃에 싹이 트고, 눈길을 지니가면 꽃을 피운다.

마이아
- 멜리안 : 싱골과 사랑에 빠진 마이아.

이스타리
* 올로린 : 미스란디르, 간달프라고도 불리는 마이아. 가장 현명함.
* 쿠루니르 : 사루만이라고도 불리는 이스타리. 기술이 뛰어난 자.
인간
- 투린 투람바르 : '운명의 주인'.글라우룽을 죽인 자.
- 후린 살리온: 모르고스에게 모든 가족을 다잃게 됨.
- 니에노르 : 투린의 동생이지만 모르고스에 의해 기억을 잃고, 투린과 결혼하지만 그 사실을 알고 자결한다.

요정
- 엘웨 싱골 : 회색 망토 엘웨. 신다르이지만, 두 나무의 빛을 보았기 때문에, 모리퀜디로 구분되지 않는다.

- 페아노르 : 요정 중 가장 위대한 이. 발리노르에서 실마릴과 팔란티르를 만들었다. 후에 실마릴을 뺏기고 되찾는 요정의 여정을 주도한다.

- 마이드로스: 페아노르의 장남. 빼앗긴 실마릴의 회수하기 적극적인 행동을 주도했다.

- 핑골핀 : 실마릴 회수에 가담한 강력한 요정. 당대에 모르고스와의 대결에서 죽었다.

- 핑곤 : 핑골핀의 장남. 무예가 뛰어나 여러 전공을 마이드로스와 함께 세웠으나 불리한 전투 중 죽었다.

- 투르곤 : 핑골핀의 차남. 지혜롭고 오랜 세월 자신의 왕국을 안전하게 다스렸으나 강력한 적에 의해 왕국과 함께 파멸한다.

- 핀로드 : 정의롭고 훌륭한 요정. 삼촌 페아노르, 핑골핀을 위해 여정에 가담했다.

### 호빗과반지의 제왕에 등장하는 인물(주로제3시대부터)
인간
- 데네소르: 곤도르 왕국 섭정. 미나스 티리스 공성전 와중에 자살
- 보로미르: 데네소르의 장남, 반지 원정대의 일원. 아몬 헨에서 오르크들과 싸우다 전사.
- 파라미르: 데네소르의 차남. 오스길리아스 수비대 대장.
- 세오덴: 로한의 군주. 셍겔의 아들. 펠레르노 평원 전투에서 마법사왕에게 전사.
- 에오메르: 세오덴의 후계자.
- 에오윈: 에오메르의 여동생.숙부인 세오덴을 죽인 마법사왕을 메리와 함께 죽인다.
- 아라곤: 이실두르의 후계자이자 북부왕국의 계승자. 반지 원정대의 일원이자 현 곤도르의 국왕.
- 임라힐 : 곤도르 남부영지에 위치한 돌 암로스의 영주
- 담로드 : 파라미르의 병사(레인져)
- 마블룽 : 파라미르의 병사(레인
- 감링 : 세오덴의 신하
- 하마 : 세오덴의 신하
- 세오드레드 : 세오덴의 아들이자 로한의 왕자
- 할바라드 : 북쪽의 두네다인
- 포를롱 : 롯사르나크의 영주
- 앙그보르 : 라메돈의 영주
- 두인히르 : 모르손드(=검은 계곡)의 영주

요정
- 갈라드리엘: 요정왕 핀웨의 아들인 피나르핀의 막내딸. 네냐(물의 반지)를 소유했다.
- 엘론드: 에아렌딜과 엘윙 사이에서 태어난 반요정. 리벤델의 군주. 빌랴(공기의 반지)를 소유했다.
- 아르웬 운도미엘: 요정 군주 엘론드의 딸. 아라곤의 반려자.
- 레골라스: 어둠숲 요정군주 스란두일의 아들. 반지 원정대의 일원.
- 글로르핀델 : 리븐델의 요정. 위치킹의 운명을 예언한자.
- 엘로히르 : 엘론드의 아들.
- 키르단 : 회색항구의 뱃사공.
- 스란두일 : 어둠숲의 지배자.
- 켈레보른 : 로리엔의 영주. 갈라드리엘의 배우자.

난쟁이
- 김리: 두린일족 글로인의 아들. 반지 원정대의 일원.
- 글로인:두린일족의 난쟁이, 김리의 아버지이자 '호빗'에서 빌보 배긴스와 여행을 떠난 13명의 난쟁이중 하나

마법사(총 5명)
- 마법사(또는 이스타리)들은 제3시대 1050년경에 가운데땅에 나타났다.
- 간달프: 회색의 간달프. 신다린으로는 미스란디르(Mith+randir - 회색의 방랑자)라고 한다. 불의 반지(나랴)를 소유한 마법사. 반지 원정대의 일원.동쪽의 어둠 발록과의 전투이후 백색의 간달프로 변한다.
- 사루만: 백색의 사루만. 신다린으로는 쿠루니르(Kurunir - 달인(達人))라고 한다. 후에 다색(多色)의 사루만으로 바뀐다. 백색회의의 수장. 후에 아이센가드를 근거지로 던랜드와 오크들을 모아 반란을 일으켰다가 로한의 세오덴에게 패배. 후에 남은 잔당들과 샤이어를 습격했다가 부하 그리마에게 살해됨.
- 라다가스트: 갈색의 라다가스트. 동물들의 친구.
- 알라타르. 팔란도: 청색의 알라타르. 팔란도. 동부로 떠나감.

호빗
- 빌보 배긴스(Bilbo Baggins): 프로도의 숙부로 절대반지를 프로도에게 넘겨준다.
- 프로도 배긴스(Frodo Baggins): 빌보의 조카이자 상속자. 반지 원정대의 일원이자 절대반지의 운반자.
- 샘와이즈 감지(Samwise Gamgee): 정원사. 반지 원정대의 일원. 일명 샘(Sam).
- 메리아독 브랜디벅(Meriadoc Brandybuck): 프로도의 외가 친족. 반지 원정대의 일원. 일명 메리(Merry).
- 페레그린 툭(Peregrin Took): 메리의 친구. 반지 원정대의 일원. 일명 피핀(Pippin).
- 골룸/스미골(Gollum/Smeagol): 스미골은 절대반지를 발견하기 전(제3시대 2463년)에 그가 가졌던 호빗 이름이다. 절대반지의 운반자(프로도)를 이끈다. 중간에 두 가지 성격이 드러난다.나중에 절대반지를 얻지만 운명의 산에서 절대반지와 산화한다.

엔트
- 나무수염: 엔트 중 최연장자. 팡고른숲의 주인.
- 날쌘돌이: 젊은 엔트에 속하며, 다른 엔트에 비해서 '좀' 성급한 엔트

어둠의 세력
- 나즈굴: 사우론에게 반지를 받은 9명의 인간 군주.
- 사우론: 가운데땅을 손아귀에 넣을 생각으로 절대반지를 만들어내나 최후의 동맹전쟁때 반지를 잃고, 3시대 말 반지전쟁때 골목쟁이네 프로도가 운명의산 화산에 반지를 떨어뜨려 몰락한다. 이후 미약해졌으나 사람들의 마음을 어지럽히는 능력만은 남았다.
- 오르크: 모르고스가 만들어낸 추악한 생물 중 하나. 빛에 약하고 사우론 군대의 주력 부대
- 트롤: 머리가 나쁘고 육식을 하는 괴물, 빛을 쪼이면 돌로 변한다
- 우르크하이: 사루만이 만들어낸 반(半)오크, 빛에 대한 면역이 있고, 오크보다 강한 종족이다.
- 올로그 하이: 트롤을 개조한 형태로서, 빛에 쬐여도 돌로 변하지 않고, 트롤보다 작으나 빠른 종족이다.
- 앙그마르 마술사왕: 옛 인간과 요정에게 큰 해를 끼친 나즈굴 중 한명이자 우두머리. 북부에 앙그마르 왕국을 세워 아르노르 3왕국을 멸망시키나 곤도로와 요정, 호빗, 난쟁이 연합군에게 패해 모르도르로 도주했다가 미나스 이실을 함락시킴. 펠레르노 평원 전투 중 에오윈에게 전사.
- 카물: 사우론에게 반지를 받은 아홉 인간 군주 중 유일하게 동부인이었으며 톨킨이 이름은 정해둔 유일한 나즈굴이다. 동부의 그림자, 검은 동부인이라고도 한다.
- 그론드: 사우론의 옛 모르고스의 망치 이름을 딴 늑대 머리모양의 공성망치
- 데일의 인간: 사우론에 대립한 에레보르 근처의 인간들. 그들과 난쟁이가 함께 북쪽으로 오는 모르도르 군대와 사투를 벌였다.
- 푸이노르: 근 하라드 왕국의 폭군.어둠의 세력의 편을 든 인간세력 중 하나[1].

## 지명
- 팡고른 숲
- 혼버그
- 아몬 술
- 사르겔리온
- 브레실 숲
- 발리노르
- 헬카락세
- 하라드
- 포르켈 만
- 룬 만
- 벨레리안드
- 린돈
- 히슬룸
- 힘링
- 힘라드
- 미스림

## 장소
곤도르
- 미나스 티리스:원래 이름은 미나스 아노르, 즉 '지는 해의 탑'이라는 뜻이었으나. 사우론이 나타나면서 지금은 곤도르의 수도이다. 감시의 탑이라는 뜻을 가지고 있다.
- 오스길리아스: '별들의 성지'한때는 곤도르의

수도였지만, 암흑 세력의 공격으로 황폐해졌다.
동쪽과 서쪽으로 분리되어 있다.
이런 오스길리아스를 방어하기 위해 지어진 곳이 
바로 미나스 아노르, 미나스 이실이다.
- 헨네스 안눈: 일몰의 창이라 불리며, 곤도르 유격대의 비밀 기지이다.
- 미나스 이실: 마술사왕이 강점한 요새.달의 탑이라는 뜻을 가지고 있었으나 마술사왕의

공세에 무너진다.그 후 오랜 세월동안 미나스 모르굴로 불렸으나,2차 반지전쟁 이후 아라고른 2세가 그곳을 파괴하고 미나스 이실을 재건한다.
게임 <섀도우 오브 워, 섀도우 오브 모르도르>
에서는 나즈굴 이실두르의 요새로 나온다.
로한
- 헬름협곡: 혼버그라고도 불린다. 에도라스 위의 깊은 협곡으로 요새가 건설되어 있다.
- 에도라스: 황금성이라고 불리며, 로한의 왕이 지내는 곳이다.
- 던해로우: '검산오름', 로한인들의 집결지가 되었다.
- 웨스트 폴드:

아이센가드사루만이 거처하는 요새, 오르상크라는 고대의 탑이 가운데 서있다.
모르도르사우론의 암흑 왕국이 있는 장소. 뜻은 검은 땅이다.
- 돌 굴두르: 아몬 란크. 본래 초록숲의 일부로 요정이 살던 곳이였으나 최후의 전투 후 버려졌다. 이후 사우론이 점령하여 사용했다.이 일로 사우론은 돌 굴두르의 망령술사라는 별칭을 앋게 된다.
- 미나스 모르굴: 모르도르와 곤도르의 미나스 티리스를 연결하는 길목에 세워져 있는 탑이다. 원래는 달의 탑이라는 뜻의 미나스 이실이라고 불렸지만, 사우론에게 점령 당한 뒤로 암흑 마법의 탑이라는 미나스 모르굴이라는 이름으로 불린다.
- 키리스 웅골: 쉴롭이 사는 굴이며, 뜻은 거미의 계곡이다.
- 모란논: 검은 문이라 불리며, 거대한 군대를 내보내고 들이보낼수 있었다.
- 카르코스트: 검은문의 이빨탑중 하나, 이빨의 요새란 뜻이다.
- 나르코스트: 검은문의 이빨탑중 하나, 불 이빨이라는 뜻이다.
- 우둔 계곡: 지옥이라는 뜻이며, 검은 문 뒤에 있는 곳이다.
- 바랏두르: 사우론의 성이다. 오르상크와 함께 두 개의 탑으로 불린다.

룬잔인한 이스터링이 사는 땅으로 제3시대 490년 곤도르를 첫 침략한 이후 곤도르에게 정복과 독립을 거듭하며 3명의 곤도르 국왕을 죽였다.
- 룬해: 룬 지역의 내해이다.

움바르원래는 곤도르의 땅이었으나, 지금은 남부인들의 땅이 되었다. 제3시대 933년 곤도르의 선박왕들에게 정복되었으나 곤도르의 22대 왕이자 찬탈자인 카스티미르에 의해 독립했다. 이후 하라드, 이스터링들과 연합해 여러 번 전쟁을 치르며 2명의 곤도르 국왕과 1명의 돌 아모스 제후를 죽였다.주병력은 사악한 용병단들과 해적단들.
하라드
- 근 하라드: 무마킬을 타는 하라드림의 땅이다. 제3시대 1015년 곤도르를 첫 침략한 뒤 움바르, 이스터링들과 곤도르를 공격하며 정복과 독립을 거듭하며 2명의 곤도르 국왕을 죽였다.주병력은 6개의 상아를 가진 올리펀트와 하라드림 사막궁수대.
- 칸드: 하라드의 도시다. 사우론과 동맹한 바리아그라는 족속들이 이곳에서 참전했다.

포를린돈린돈에 속한 항구. 회색 항구와 비슷한 역할을 했다. 근방에 회색 항구, 바다 건너 남쪽에 하를린돈이 있다.
하를린돈린돈에 속한 항구. 회색 항구와 비슷한 역할을 했다. 근방에 회색 항구, 바다 건너 북쪽에 포를린돈이 있다.
앙그마르사악한 사우론의 부하 마술사왕이 다스린 아르노르 북쪽의 왕국. 곤도르와 리븐델 군대를 비롯한 연합군이 멸망시켰다.
모리아본래 크하잣둠이라는 이름을 가진 난쟁이 도시였으나, 지하에 잠들었다 깨어난 발록의 공격을 받고 멸망했다.
깊은골임라드리스라고도 불린다. 에레기온이 멸망하자 북쪽에 피난처로 쓰였다. 이후 발전하여 악의 세력으로부터 비교적 안전한 땅으로 불릴 정도가 된다.
샤이어
- 동파딩

황금횃대: 피핀의 말로는 동파딩에서 가장 맛있는 맥주를 판다고 한다. 영어로는 The Golden Perch라고 하는데 톨킨은 번역지침에서 perch는 계량법이나 횃대가 아니라 어류명이라고 하였다.
표류하는 통나무
- 서파딩

호빗골
청룡정
- 남파딩
- 북파딩

리브
- 고분구릉, 남구릉, 북구릉: 각각 샤이어의 지명이며 고분구릉은 톰 봄바딜의 첫 출연지였다.

마술사왕의 발목을 찌른 검이 이곳에서 발견되었다.
외로운산난쟁이의 땅. 크하잣둠의 몰락 이후 새 정착지로 활용하여 번영하였으나, 스마우그로 인해 몰락하게 된다.
머크우드요정들이 다스리던 지역. 시간이 흐르면서 요정 세력이 쇠락하여 반지전쟁 당시 사우론에 대항한 곳으로 알려졌다.

## 사물

### 바라히르의 반지
제1시대 도르소니온의 무법자 베렌이 실마릴 회수 목표를 완수하기 위해 핀로드에게 보여준 반지. 비록 특별한 능력이 없는 반지로 실마릴 회수 자체에 큰 보탬이 되지 않았으나, 대대로 보관되어 누메노르가 멸망한 2시대 이후에도 계속 현존했다.

### 링길
핀웨와 인디스 사이의 아들 핑골핀이 다룬 검.
강력한 악의 제왕 모르고스와 사투를 벌여 일곱 번이나 피해를 입혔다.

### 아란루스
도리아스의 대왕 싱골의 검. 누메노르가 멸망하기 전까지 바라히르의 반지처럼 왕실의 보물로 전해졌다.

### 스팅
빌보 베긴스가 트롤동굴에서 찾은 검 거미와의 전투에서 이름을 붙였다

### 엘렌딜미르
누메노르 후계 국가로 취급되는 왕국의 적합한 통치자에게 주어지는 상징. 엘렌딜과 이실두르가 죽은 뒤 소실되었으나, 아이센가드에서 우연히 발견된다. 엘렛사르 대왕이 왕국의 돌아온 왕으로서 소유한다.

### 팔란티르
놀도르 페아노르의 손길로 만든 천리안의 인공보석. 적법한 사용 권한을 부여받은 서부인의 혈통이 사용한다면 상당히 멀리 떨어진 곳에 벌어지는 현상, 형체를 볼 수 있다고 한다.

### 힘의 반지들(Rings of Power)
절대반지(One Ring)
제2시대 1600년경에 사우론이 오로드루인에서 만든 모든 반지들을 지배할 운명을 지닌 반지이다. 호빗에서는 빌보가 반지를 발견했을 때의 일화가 간단히 나와있다. 반지의 제왕이라는 명칭 자체가 바로 이 절대반지(혹은 이 절대반지의 주인인 사우론)를 이르는 말인 것처럼 반지의 제왕의 주제는 절대반지를 파괴하기 위하여 떠나는 반지원정대의 원정이라고 할 수 있다.
요정의 세 반지들(Three Rings)
- 나랴(Narya): 불의 반지이다. '루비의 반지'라고도 한다. 원소유자는 회색항구의 키르단이었으나, 간달프가 회색항구에 처음 도착하였을 때 키르단이 이 반지를 그에게 주었다.
- 네냐(Nenya): 물의 반지이다. '다이아몬드의 반지'라고도 한다. 소유자는 갈라드리엘이다.
- 빌랴(Vilya): 공기의 반지이다. '사파이어의 반지'라고도 한다. 원소유자는 놀도르의 마지막 대왕 길갈라드였으나, 그가 죽기 전에 이 반지를 엘론드에게 주었다.

난쟁이의 일곱 반지들(Seven Rings)
인간의 아홉 반지들(Nine Rings)
이 아홉 반지들을 받은 아홉 명의 인간왕들은 모두 나즈굴이 되어 사우론의 심복이 되었다.

## 사건
- 아르다 최초의 전쟁
- 권능들의 전쟁
- 벨레리안드 첫 전쟁
- 다고르 누인길리아스
- 다고르 아글라레브
- 다고르 브라골라크
- 한없는 눈물의 전쟁
- 분노의 전쟁
- 요정과 사우론의 전쟁
- 반지전쟁

## 언어
- 서부어:공용어라고도 하며, 대다수의 종족이 쓰는 말이다.
- 퀘냐:높은 요정(high-elf)들이 쓰는 말이다.
- 신다린:동족살해로 분노한 싱골이 놀도르의 말을 금지하여 대신 쓰는 가운데땅의 요정의 말이다.

### 문자
- 텡과르:요정의 언어를 기록하기 위해 있는 문자이다. 절대반지의 유명한 문구도 이 텡과르다.

### 시, 노래
톰 봄바딜의 노래: 호빗들이 리븐델로 가던 중 봄바딜 본인에 의해 묵은숲에서 불렸다.
베렌과 루시엔의 노래: 베렌이 루시엔을 만난 일과 운명에 관한 노래다.
나마리에: 갈라드리엘이 부른 노래. 로스로리엔을 떠나는 프로도와 아라고른 등의 대원을 떠나보내며 불렀다.
곤도르의 섭정: 호빗 피핀이 곤도르의 섭정 데네소르에게 불러준 노래.

## 음식, 식물
- 님로스: 누메노르에 심어진 나무. 톨 에렛세아에서 자라는 나무 켈레보른의 묘목으로 알려졌다.
- 레베스론: 곤도르 목공들이 애용하는 나무이며 길을 찾는 능력이 있다고 한다. 파라미르가 레베스론으로 만든 지팡이를 프로도와 샘한테 주었다.
- 렘바스: 야반나가 처음 만든 빵이다. 갈색이며 크림빛이 내비치고, 말로른 잎에 싸이면 몇달동안 신선함을 유지하며 한 입만 먹어도 배가 부르다. 사악한 생명체는 렘바스에 거부감을 보인다. 공용어로는 길참(Waybread)이라고 한다. 요정의 관습에 따르면 여성만이 렘바스를 만들 수 있다. 김리는 이것이 크램과 비슷하다고 하였다.
- 라우렐린: 야반나가 니엔나가 만들어 아만의 에젤로하르 언덕에서 자라던 나무이다. 텔페리온과 쌍을 이룬다. 해와 달이 만들어지기 전, 하루에 두번씩 번갈아 가며 아만을 비췄다. 나무의 시대 상징이기도 하다. 멜코르와 함께 발리마르에 숨어든 웅골리안트가 수액을 빨아먹어 말라 죽었다.
- 말로른: 껍질은 매끄럽고 은회색이며 가을에 나뭇잎이 금색으로 변한다. 나뭇잎은 겨울에도 지지 않고 남았다가 봄에 진다. 원래 발리노르에서만 자랐는지만 톨 에렛세아로 퍼졌고, 톨 에렛세아에 살던 요정들이 누메노르 사람들한테 주었다. 누메노르의 왕 타르알다리온이 말로른 씨앗을 길갈라드한테 주었으나 린돈에서 말로른은 자라나지 못했으나 갈라드리엘이 말로른 씨앗 몇 알을 로스로리엔에 심어서 로스로리엔에도 말로른이 자라났다. 뜻은 신다린으로 금빛을 뜻하는 말트(malt)와 나무를 뜻하는 오른(orn)이다.
- 물고기: 누메로르 음식의 주 재료다. 누메노르의 니만도스에는 어부족(The Fisher Folk)이 있었다.
- 미루보르: 요정들이 만드는 술로, 활기를 주지만 렘바스처럼 허기를 달래지는 못한다. 반지원정대가 깊은골을 떠날 때 엘론드가 간달프에게 주었다.
- 백색나무
- 베오른족의 꿀과자: 베오른 족이 굽는 크램과 비슷한 과자. 김리의 말로는 나그네들한테 팔지 않는다고 한다.
- 버드나무 영감: 묵은숲에서 자라는 움직이는 버드나무. 묵은숲에 들어온 프로도, 샘, 메리, 피핀을 졸게 하였다. 메리와 피핀이 줄기에 끼었으나 톰 봄바딜의 도움으로 풀려난다.
- 잔치나무: 골목쟁이집 남쪽 잔치장에 있었던 나무. 반지전쟁이 끝난 뒤 샤이어에 들어온 사루만 일당한테 잘렸다. 잔치나무가 있던 자리에 감지네 샘이 갈라드리엘이 준 말로른 씨앗을 심는다.
- 크램: 너른골 사람들이 여행할 때 준비하는 비스킷스러운 음식이다. 베로은족의 꿀과자와는 달리 외로운산의 난쟁이들한테 팔리기도 한다.
- 흙빵: 난쟁이 밈이 투린과 그 무리들한테 나눠준 뿌리 식물이다. 난쟁이어 외에는 이름이 없으며 요정과 인간은 이것을 찾는 법도 모른다. 희고 끓이면 약간 빵 맛이 나 먹기 좋다. 저장성이 좋기 때문에 겨울에는 귀하다.